# 陳淑芬
陳淑芬（Florence Chan，1955年3月22日—），女，香港音樂經理人，前華星娛樂藝人部經理，天星娛樂董事。曾經擔任張學友、張國榮、梅艷芳、張智霖和陳松伶等藝人之經理人。

## 與張學友的音樂劇和演唱會
陳淑芬在1995年成功為張學友舉辦了世界巡迴演唱會，多達整整100場，平均每三天多就要開一場。1997年，陳淑芬幫助張學友創辦音樂劇《雪狼湖》並獲得成功，2004年成功上演《雪狼湖》國語版。

## 與張國榮
陳淑芬還是張國榮的好友，1981年在李香琴生日飯局認識，當年華星剛好創立唱片部，陳淑芬希望簽張國榮為其下歌星，其後陳淑芬助張國榮重新回到樂壇走红後，成為了他演藝事業後期唯一的經紀人。

## 榮獲獎項
- 2017年  AEG Music Channel《十大最受歡迎演唱會頒獎禮暨樂壇頒獎禮》[3]
- 2018年 40年資歷！陳淑芬獲頒 「中國演出傑出貢獻獎」 （页面存档备份，存于）

## 相關影視形象

### 電影
- 《梅艷芳》：2021年電影，由楊千嬅飾演陳淑芬。